# Лудолф II фон Щайнфурт
Лудолф II фон Щайнфурт (на немски: Ludolf II von Steinfurt; † 1242) е господар на Щайнфурт и шериф на Клархолц.

## Произход
Той е единствен син на Рудолф II фон Щайнфурт († ок. 1194) и внук на Лудолф I фон Щайнфурт († ок. 1147). Роднина е на Удо († 1141), епископ на Оснабрюк (1137 – 1141).

## Деца
Лудолф II фон Щайнфурт има шест деца:
- Лудолф III фон Щайнфурт († сл. 1265), женен за Елизабет фон Бентхайм († сл. 1 юни 1270)
- Йохан фон Щайнфурт († сл. 1233), женен и има деца
- Балдуин I фон Щайнфурт († ок. 1237), господар на Щайнфурт, женен за Елизабет († сл. 1237)
- Бернхард († сл. 1227)
- Фридрих († сл. 1227)
- Рудолф († сл. 1228)